# Coqueiros (Maragogipe)
Coqueiros é um povoado pertencente à cidade de Maragogipe, situado na Baía do Iguape, à margem direita do Rio Paraguaçu. Foi criado em 13 de agosto de 1926 pela lei estadual nº 1922.
As principais atividades econômicas são a pesca e a produção de cerâmicas. O povoado é famoso pela fabricação de panelas de barro, artesanato tradicional, feito principalmente por mulheres, e transmitidos de geração para geração há pelo menos 80 anos.